# Карбюратор

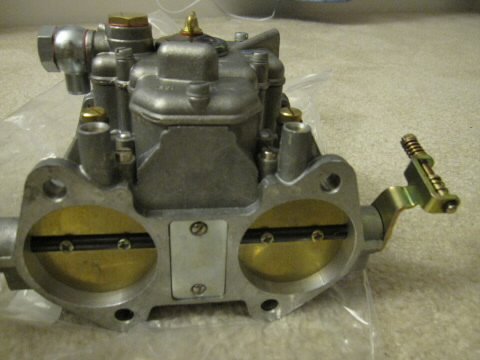
Карбюратор Weber

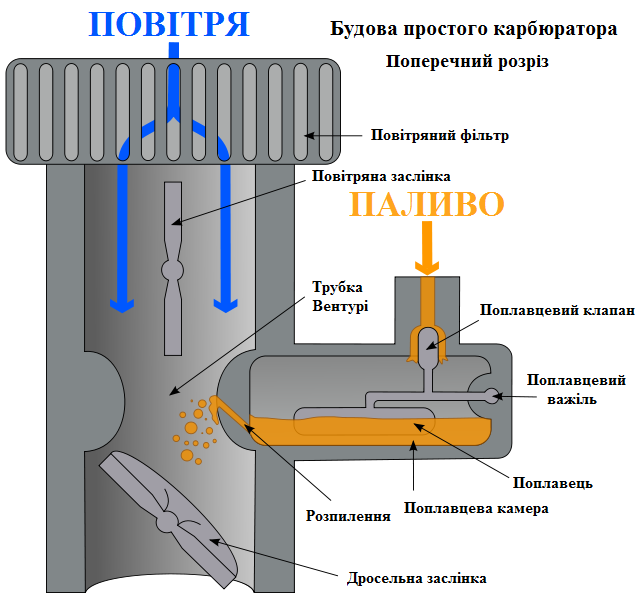
Будова карбюратора

Карбюра́тор (від фр. carburateur, від carbure — «вуглецева сполука») — пристрій, що використовується для отримання суміші повітря з паливом для двигуна внутрішнього згоряння. Був винайдений Карлом Бенцом у 1885 році й запатентований у 1886 р.

## Історія
Карбюратор винайшов Карл Бенц у 1885 році. Над схожим пристроєм також працювали угорські інженери Янош Чонка і Донат Банкі. Тим часом в Англії Фрідріх Вільям Ланчестер також експериментував на ранніх стадіях із гнітовими карбюраторами. У 1896 р. Фрідріх і його брат побудували перший бензиновий автомобіль, що мав одноциліндровий двигун внутрішнього згорання з ланцюговим приводом потужністю 5 к.с. Незадоволені продуктивністю та потужністю, наступного року вони побудували новий двигун, цього разу з двома циліндрами, розташованими горизонтально, і встановили на нього карбюратор нової конструкції. Автомобіль витримав 1600-кілометровий тест у 1900 році, успішно затвердивши карбюратор як важливий крок уперед в автомобільній інженерії.

## Принципи роботи карбюраторів
Починаючи з 1990 карбюратори поступаються місцем інжекторам у вантажних і легкових автомобілях, але, як і раніше, використовуються в маленьких двигунах і мотоциклах. Також карбюратори широко використовуються у двигунах для малої авіації.

### Принципсполучених посудин

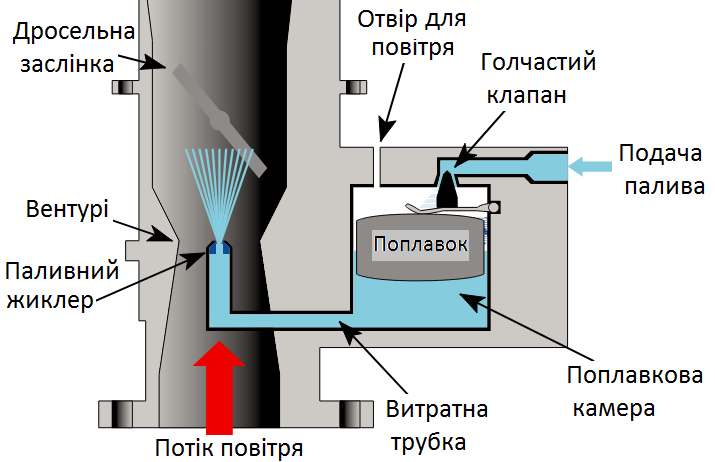
Простий карбюратор

Якщо трубку зігнути у вигляді латинської літери U і налити в неї рідину, то рівень рідини в обох відгалуженнях буде однаковий, за умови, що тиск повітря в них також буде однаковим. Якщо на кінцях трубки створити різницю тисків, то рідина потече.
У карбюраторі одна з гілок цієї трубки виконана у вигляді невеликої камери з поплавком, який за допомогою клапана підтримує постійний рівень. Паливо в цю камеру надходить за допомогою паливної помпи, а тиск у ній дорівнює атмосферному завдяки спеціальному отвору.

### ПринципВентурі
Закон Бернуллі стверджує, що відношення повної енергії до одиниці маси всередині цівки рідини, що рухається, є величиною постійною. Енергія рідини визначається її тиском, температурою і швидкістю. Якщо один із цих параметрів змінюється, то один або обидва інші теж змінюються, щоб загальний рівень енергії потоку не змінився.
Коли повітряний потік проходить через звуження Вентурі, його швидкість зростає, а тиск і температура падають. Падіння тиску пропорційне масовій витраті повітря на вході у двигун, і перепад тисків, що створюється з поплавковою камерою карбюратора, спричиняє пропорційний потік палива. Таким чином у змішувальний патрубок двигуна потрапляє паливо, маса якого пропорційна масі повітря, що надходить.
Витрата повітря у двигун регулюється положенням дросельної заслінки, а пропорційна витрата палива обмежується паливним жиклером.

## Сумішоутворення

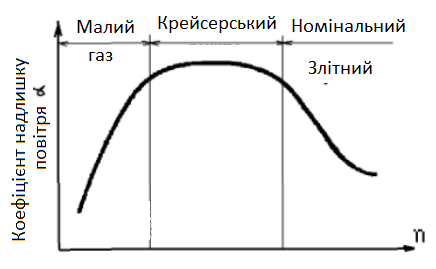
Залежність потрібного коефіцієнта α від режиму роботи двигуна

Сумішоутворення (карбюрація) — це процес приготування пальної суміші в карбюраторних двигунах. Суть полягає в перетворенні рідкого бензину у дрібно-розпилений за рахунок різниці швидкості підходу повітря (100—150 м/с) і палива (5—7 м/с), його випаровуванні й змішуванні із повітрям. Бензин дозується згідно з режимом роботи двигуна, при цьому карбюратор дозволяє змінювати кількісне співвідношення розпиленого палива і повітря до оптимального (1:14,7). Сам процес проходить дуже швидко (тисячні долі секунди), оптимальна температура становить 45—65 °C.
Паливна суміш може бути бідна, збіднена, нормальна, збагачена та багата.
Стандартна суміш для двигуна з малою зміною обертів — нормальна: 15 кілограмів повітря на 1 кілограм палива.
Коефіцієнт надлишку повітря (α) — відношення дійсної кількості повітря, що потрапляє у циліндр двигуна до теоретично потрібної для повного згоряння паливоповітряної суміші. Для повного згоряння одного кілограму бензину потрібно 14,7 кг повітря.
На режимі малого газу в циліндри необхідно подавати «багату» паливно-повітряну суміш із коефіцієнтом α = 0,5−0,8, причому що нижчий режим роботи двигуна, то менший α. На режимі «малий газ» погіршується випаровування палива в карбюраторі, більша частина палива надходить до циліндрів у вигляді крапель рідини та не бере участі в горінні. Для гарантованої подачі палива в паровій фазі його необхідно подавати з надлишком.
На крейсерських режимах роботи двигуна коефіцієнт надлишку повітря має бути максимальним і приблизно постійним (α = 0,85−0,95).
На номінальному і злітному режимах у циліндри двигуна повинна надходити «багата» суміш з α = 0,6−0,8. Це необхідно для того, щоб забезпечити згоряння в циліндрах максимально можливої кількості палива і, тим самим, підвищити потужність двигуна. Крім того, незгоріле паливо сприятиме охолодженню циліндрів, запобігаючи детонаційному горінню.

## Пульверизаційний карбюратор

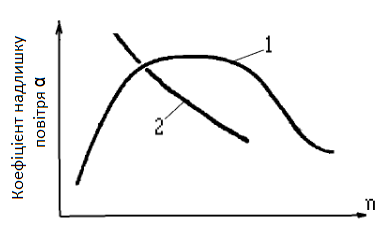
Потреба (1) і наявна для елементарного карбюратора (2) залежності

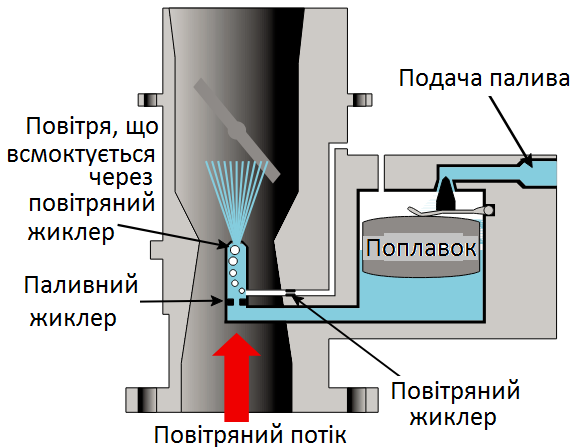
Пульверизаційний карбюратор

У міру того як збільшується режим двигуна і повітряний потік через Вентурі посилюється, пропорція палива до повітря збільшується через різницю в характеристиках течії палива і повітря. Суміш стає багатшою.
Щоб побороти цей ефект, у трубку, що подає паливо з поплавкової камери, додають канал подачі повітря. Він працює за принципом пульверизатора, коли у Вентурі падає тиск, то відбувається підсмоктування повітря. І по трубці вже тече не паливо, а суміш палива з повітрям. Повітря, всмоктуючись у трубочку, зменшує в ній розрідження, що сприяє сповільненню течії рідини. Поліпшується випаровування палива, зменшується його масова витрата. У підсумку карбюратор видає біднішу суміш.

## Система малого газу

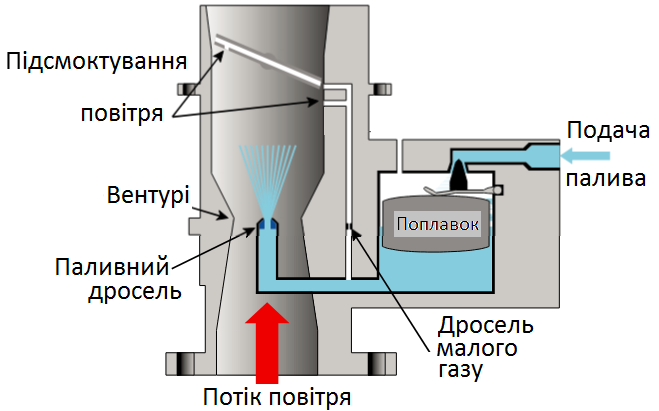
Система малого газу

За малих обертів об'єм повітря, що проходить через двигун, настільки малий, що розрідження, створюваного у Вентурі, недостатньо для створення потоку палива з поплавкової камери. Істотне розрідження створюється в районі прикритої дросельної заслінки. Це використовується для живлення двигуна паливом на малих обертах.
Для цього створюється проточування з випуском палива в районі торця дросельної заслінки, що знаходиться в положенні малого газу. Щоб поліпшити рівномірність розприскування палива, всередині дросельної заслінки може також створюватися канал. Для кращого розпилення палива також можуть створюватися канали для підсмоктування повітря.
У цей канал встановлюється жиклер малого газу, розмір якого забезпечує живлення двигуна багатою сумішшю.
Коли дросельна заслінка відкривається, то розрідження біля неї зменшується, а в районі Вентурі зростає. Живлення двигуна поступово перемикається на основну систему, а каналом малого газу починає рухатися повітря в протилежному напрямі й підмішується до палива. Система розраховується таким чином, щоб не було зависання обертів у районі малого газу.

## Висотний коректор / стоп-кран

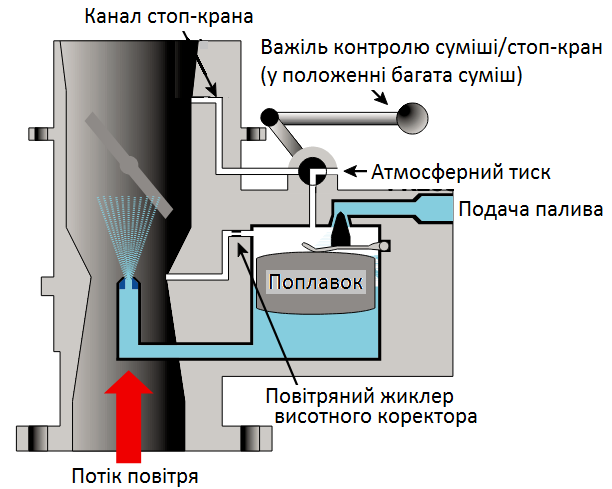
Регулятор складу суміші / стоп-кран

У міру збільшення висоти польоту вага повітря, що засмоктується в циліндри, зменшується через зменшення щільності повітря. При цьому розрідження у Вентурі також зменшується. Через це зменшується кількість палива, що висмоктується з карбюратора. Але ступінь зменшення витрати палива виходить меншим за ступінь зменшення масової витрати повітря, і суміш стає дедалі багатшою.
Щоб уникнути цієї проблеми, в карбюратори додають засоби автоматичного / ручного контролю за складом суміші. Це може бути голка, що змінює прохідний перетин паливного жиклера, або під час підйому на висоту може регулюватися тиск у поплавковій камері карбюратора.

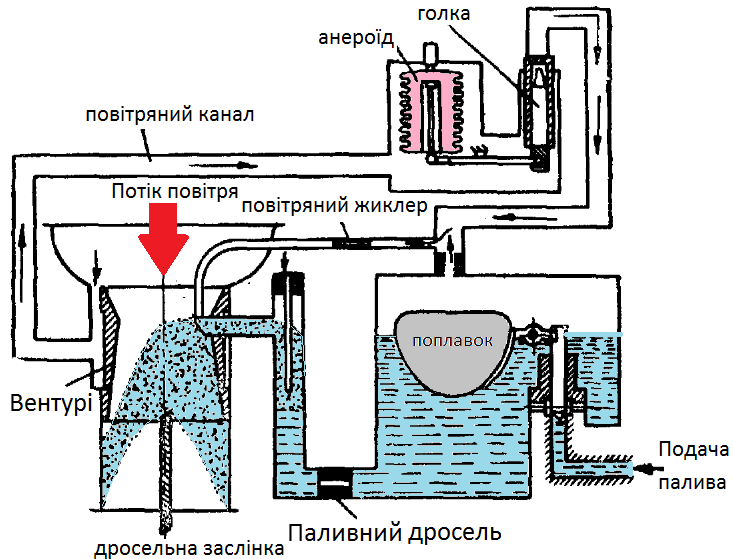
Висотний коректор карбюратора АКМ-62ІР

Для цього з'єднують повітряний простір над поплавком із зоною розрідження Вентурі через повітряний жиклер. Якщо потрібна багата суміш, то краном відкривають доступ атмосферного тиску в поплавкову камеру. Коли кран закривають, то тиск у поплавковій камері починає падати, перепад тисків із Вентурі зменшується, витрата палива зменшується і суміш стає біднішою.
На правому малюнку показано, як це реалізовано на карбюраторі АКМ-62ІР двигуна АШ-62ІР.
Повітряний простір поплавкової камери завжди з'єднаний із зоною розрідження Вентурі через повітряний жиклер і повітря постійно туди випускається. Повітря з вхідного каналу має атмосферний тиск і поповнює те, що пішло через жиклер. Ступінь поповнення регулюється анероїдом і пов'язаним з ним голчастим клапаном.

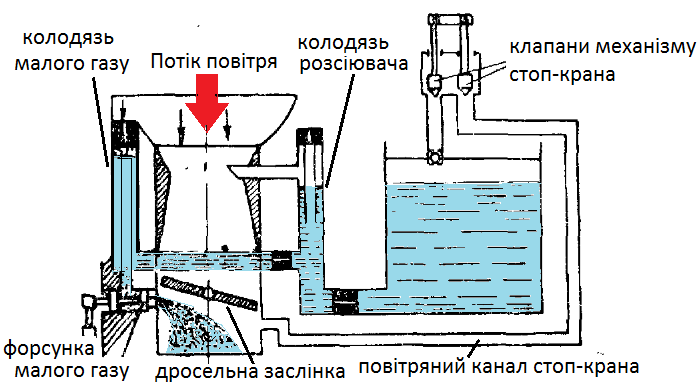
Принцип роботи стоп-крана на карбюраторі АКМ-62ІР

Функція стоп-крана може реалізовуватися двома способами:
- клапан може перекривати канал малого газу. У цьому разі двигун вимкнеться, якщо він працював на малому газі;
- може створюватися спеціальний повітряний канал стоп-крана, який з'єднує повітряну порожнину поплавцевої камери з вхідним каналом двигуна після дросельної заслінки (як це показано на лівому малюнку). Якщо ці порожнини з'єднати, то паливо перестане надходити з карбюратора, оскільки немає перепаду тиску.
Важіль керування складом суміші та зупинкою двигуна може бути один (на лівому малюнку). На двигуні АШ-62ІР стоп-кран реалізовано окремим важелем, але принцип дії аналогічний.

## Економайзер

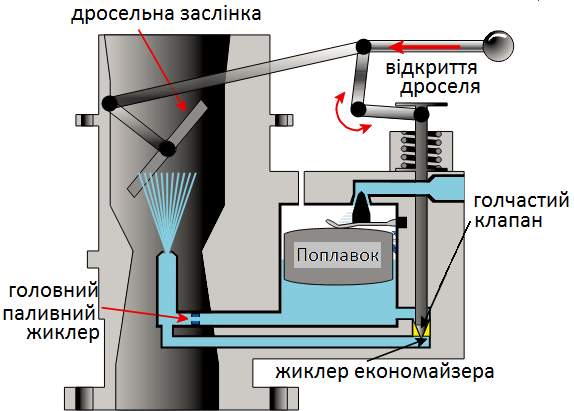
Економайзер

На високих режимах роботи двигуна потрібна багата суміш для запобігання детонації. Цього досягають двома шляхами:
- подачею додаткового палива на режимах, вищих за крейсерський;
- налаштуванням карбюратора на багату суміш, але при цьому подачею збідненої суміші на крейсерських режимах.
Перший варіант вирішується за допомогою додаткового голчастого клапана, який починає відкриватися під час встановлення важеля керування двигуном вище крейсерського і повністю відкривається під час встановлення максимального режиму.
Цей же голчастий клапан може відкриватися не від ручки керування двигуном, а за допомогою анероїда (сильфона) керованого тиском наддуву двигуна. У цьому разі збагачення суміші залежатиме від режиму двигуна, а не від положення ручки керування.

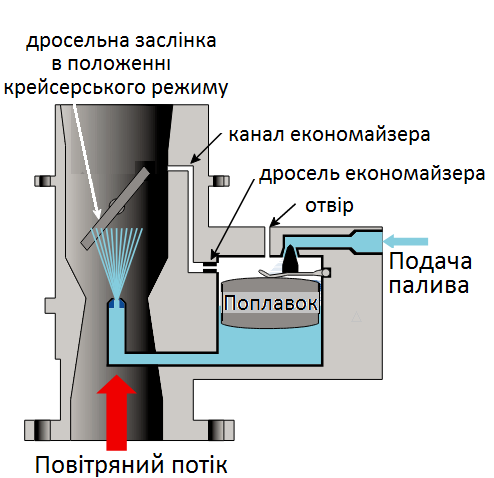
Економайзер із регулюванням тиску в поплавковій камері

Малюнок нижче показує другий варіант економайзера. Коли дросельна заслінка відкрита для роботи двигуна на високих режимах, тиск повітря, що проходить повз заслінку, тільки трохи менший за атмосферний і не впливає на тиск у поплавковій камері. Тобто забезпечується багата суміш.
Коли дросельна заслінка прикривається для крейсерських режимів роботи двигуна, то в районі каналу економайзера створюється розрідження, яке передається в поплавкову камеру, що спричиняє збіднення суміші, що забезпечує економічну роботу двигуна.

## Помпа-прискорювач
Коли дросельна заслінка відкривається швидко, повітряний потік реагує практично миттєво і більша кількість повітря проходить через карбюратор. Система паливоподання реагує не так швидко на умови, що змінилися. Відбувається тимчасове збіднення суміші, перш ніж потік палива, що зріс, знову відповідатиме потоку повітря. Це проявляється в затримці реакції двигуна на різке переміщення важеля керування.

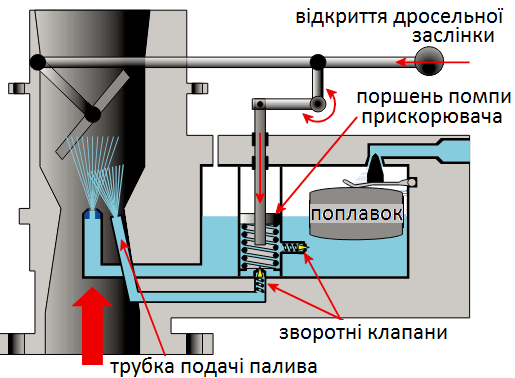
Помпа прискорювач

Для подолання цього недоліку в поплавкову камеру встановлюють помпу прискорювач, безпосередньо пов'язану з важелем управління двигуна. Вона примусово впорскує додаткове паливо у Вентурі під час руху важеля на збільшення режиму.
Деякі помпи дають змогу паливу не впорскуватися у двигун, а повертатися в поплавцеву камеру під час плавного переміщення важеля керування. Деякі помпи оснащуються додатковим плунжером, який продовжує примусово впорскувати паливо у Вентурі протягом кількох секунд після того, як різкий рух важеля керування двигуном на збільшення режиму припинився.

## Різновиди карбюраторів
Карбюратори розрізняються за напрямком повітряного потоку. Повітря може рухатися вертикально вгору, вниз і горизонтально. Карбюратори з висхідним потоком повітря використовували на ранніх двигунах, у США великого поширення набули карбюратори з низхідним потоком, у Європі — з горизонтальним.
Традиційні карбюратори мають постійний перетин Вентурі. Це призводить до необхідності оснащення карбюратора додатковими системами, що забезпечують необхідну якість паливно-повітряної суміші.
Карбюратори зі змінним перетином Вентурі використовуються на автомобілях виробництва Великої Британії. Вони мають позначення SU carburettor. Звуження повітряного каналу створюється рухомим поршнем, який підтримує розрідження постійним. Одночасно з рухом поршня рухається голка, що змінює прохідний перетин паливного жиклера. Таким чином підтримується заданий склад паливно-повітряної суміші.
На цьому ж принципі працює CV carburettor. Але в ньому підтримується не постійне розрідження в районі Вентурі, а постійна швидкість руху повітря (CV — constant velocity). Такі карбюратори широко використовуються на мотоциклах (особливо японських) і на двигунах для безпілотників.
Також на мотоциклах використовуються «Mechanical» карбюратори. На відміну від «CV», рух поршня регулюється не перепадом тиску, а безпосередньо від ручки газу. Такі карбюратори забезпечують краще приймання двигуна, але можлива втрата потужності (наприклад, під час тривалого підйому).

## Обмерзання карбюратора

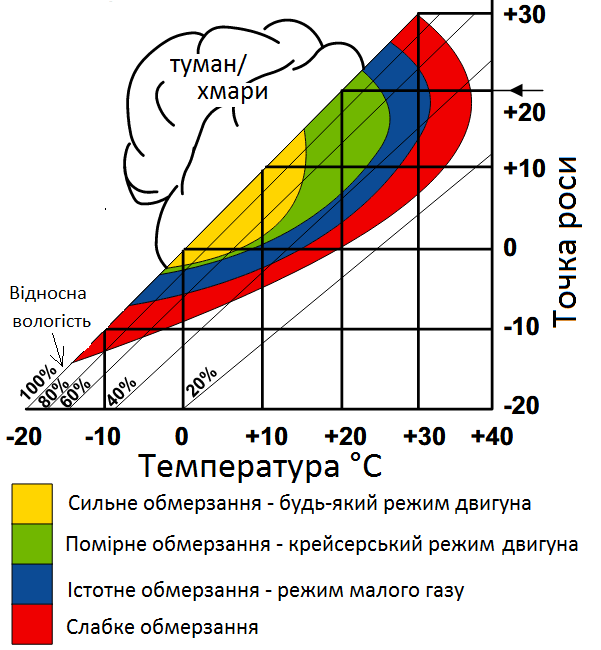
Умови обмерзання карбюратора

Обмерзання карбюратора це давня і добре вивчена проблема авіаційних двигунів. Але льотні події, спричинені нею, продовжують регулярно відбуватися.

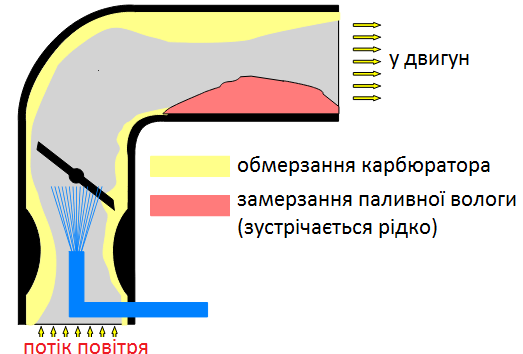
Відкладення льоду всередині карбюратора

Якщо двигун зупиняється в польоті через обмерзання, то вкрай малоймовірно, що його вдасться запустити. Тому дуже важливо передбачити та не допускати обмерзання карбюратора.
Обмерзання двигуна може проявлятися в трьох формах:
- відкладення льоду на повітряному фільтрі та вигинах повітрозабірника;
- замерзання вологи, що міститься в повітрі, і відкладення на внутрішні деталі карбюратора, спричинене зниженням температури повітря через випаровування палива і падіння тиску на Вентурі;
- замерзання води, що міститься в паливі, що призводить до намерзання на вигинах впускної системи двигуна.

На літаках, обладнаних гвинтом фіксованого кроку, ознакою обмерзання є поступове зменшення обертів двигуна, при цьому можлива нестійка робота двигуна і вібрація. Якщо гвинтомоторна група забезпечує роботу на постійних обертах, то ознаками обмерзання карбюратора будуть зниження тиску наддуву та/або падіння швидкості в горизонтальному польоті.
Коли є підозри в тому, що почалося обмерзання, необхідно вмикати обігрів карбюратора і тримати його ввімкненим доти, доки не зникнуть усі ознаки явища. Накопичений лід при цьому буде танути та проходити через двигун у вигляді води. При цьому можуть виникнути нестійкість роботи двигуна або подальше падіння тяги. Але пілот не повинен вимикати обігрів, думаючи, що обігрів погіршив ситуацію.
Обмерзання найімовірніше в період тривалого зниження літака на малому режимі двигуна. У такій ситуації двигун остигає і навіть увімкнений обігрів уже може не виправити ситуацію. Якщо в процесі зниження очікуються умови обмерзання, то потрібно попередньо прогріти двигун на високому режимі, увімкнути обігрів і тільки потім розпочинати зниження. Через кожні 500 - 1000 футів короткочасно збільшувати режим двигуна.
Подача гарячого повітря в карбюратор призводить до падіння потужності на 15% і збагачення паливоповітряної суміші. Обігрів не можна вмикати за режиму двигуна понад 80%, оскільки це може призвести до детонації та пошкодження двигуна. Також слід уникати тривалого використання обігріву, оскільки це призводить до зміни складу паливоповітряної суміші та перегріву двигуна. Якщо зовнішня температура нижча за мінус 1 °С, то вся волога в повітрі вже перебуває у твердому стані, і налипання всередині конденсатора не відбувається, тому ввімкнення обігріву не потрібне.